# Форт-Самтер
Форт-Самтер (Fort Sumter) — форт в Сполучених Штатах Америки, розташований в штаті Південна Кароліна. Був побудований у першій половині XIX століття для захисту порту і міста Чарлстона. Битвою за Форт-Самтер, що сталася 12 квітня 1861 року, почалася Громадянська війна в США.

## Будівництво
Форт був побудований після Англо-американської війни як одне з укріплень для захисту гавані одного з найважливіших в той час портів в Сполучених штатах. Форт Самтер ставився до фортів «Третьої системи» яка була розроблена після війни 1812 року і був названий на честь генерала Томаса Самтера героя війни за незалежність. Будівництво почалося 1827 року, але йшло повільними темпами і форт не був повністю завершений до 1861 року, коли опинився на території Конфедеративних Штатів Америки.

## Форт в роки Громадянської війни
Вночі 26 грудня 1860 року федеральний гарнізон форту Мольтрі під командуванням Роберта Андерсона зайняв форт. Влада Конфедерації зажадала, щоб федеральний гарнізон форту покинув форт.

### Перший бій за форт Самтер
8 квітня 1861 року нещодавно обраний президентом Сполучених Штатів Авраам Лінкольн вирішив направити стоявшому зі своїми військами в форті майору Роберту Андерсону припаси, які в нього вже закінчувались. Експедиція під командуванням Густава Фокса, надіслана з цією метою, зустріла опір при підході до гавані Чарлстона, і в результаті атаки обоз був змушений відступити.
12 квітня 1861 року артилерія Конфедерації почала обстріл форту, в якому знаходилися солдати Союзу. Форт був зданий наступного дня, після 36 годин обстрілу. Незважаючи на напружений вогонь, по обидва боки ніхто не був убитий.

### Другий бій за форт Самтер
Форт залишався в руках конфедератів майже до кінця війни, незважаючи на кілька спроб його захоплення з боку моря силами Союзу. З квітня 1863 року він перебував під частими атаками кораблів і гармат артилерійських батарей, влаштованих на оточуючих його островах. Конфедерати залишили форт 17 лютого 1865 року, коли армія Союзу під командуванням Вільяма Т. Шермана підійшла до Чарлстону з півдня, виступивши з Саванни, штат Джорджія.

## Форт в роки II Світової війни
У 1948 році форт був оголошений національним пам'ятником США.

## Фотогалерея

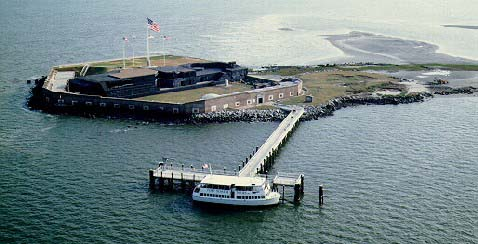
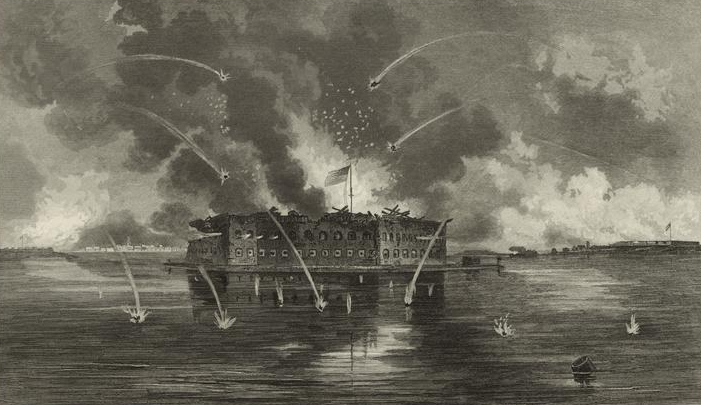
Обстріл форту
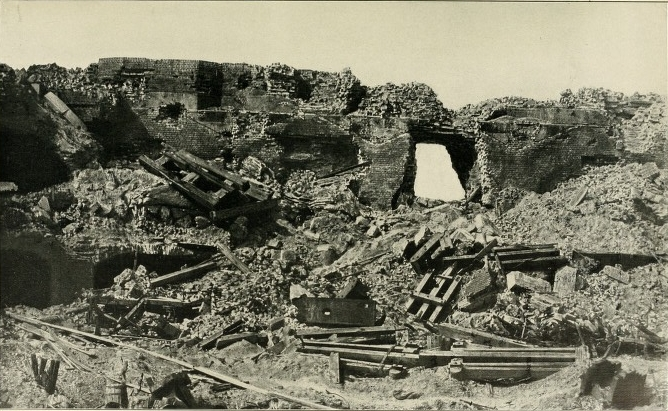
Фотографія форту Самтер, від 8 вересня 1863 року.